# Șarlaii, Reșetîlivka
Șarlaii (în ucraineană Шарлаї) este un sat în comuna Nova Mîhailivka din raionul Reșetîlivka, regiunea Poltava, Ucraina.

## Demografie
Componența lingvistică a localității Șarlaii
     Ucraineană (100%)
Conform recensământului din 2001, toată populația localității Șarlaii era vorbitoare de ucraineană (100%).